# Anne David Sophie Cromot de Fougy
Pour les autres membres de la famille, voir Famille Cromot.
Anne David Sophie Cromot de Fougy, baptisé à Paris le 7 août 1760 et mort à Argentan le 17 juin 1845 est un magistrat puis préfet français.

## Biographie

### Famille
Anne David Sophie Cromot de Fougy est baptisé à Paris le 7 août 1760. Il est le fils cadet de Jules-David Cromot du Bourg et de son épouse Rose Sophie Josèphe Baudon (1729-1820).
Anne David Sophie Cromot porte le nom du fief de Fougy, que son père a acheté en 1767 et qui est sa part d'héritage, son frère aîné Maxime de Cromot du Bourg héritant du château du Bourg-Saint-Léonard,.

### Carrière
Anne David Sophie Cromot devient conseiller au Parlement de Rouen le 11 août 1779,.
En 1781, il devient adjoint à son père comme intendant général des maisons, domaines et finances de la Maison du comte de Provence, appelé Monsieur, futur roi Louis XVIII,. Il est maître des requêtes de 1784 à la Révolution française,. De 1786 à 1790, il est surintendant des Bâtiments et des Finances de Monsieur, succédant ainsi à son père.
Il émigre en 1790 en Suisse puis à Coblence. La municipalité de Brunoy signale à l'Assemblée constituante, qui en est informée à sa séance du 17 janvier 1792, que « Le sieur Cromot, ci-devant de Fougy, intendant du château de Brunoy appartenant à Louis-Stanislas-Xavier, vient d'en vendre les meubles et d'en porter le prix à Coblentz ». Elle constate aussi que « nulle loi ne s'applique à l'émigration d'un personnage tel que Cromot ».
Rentré en France dès 1800, il reste discret sous le Consulat et l'Empire. Selon le mémorialiste Hippolyte Auger, Cromot de Fougy bénéficie de la protection de Joséphine de Beauharnais, amie de sa femme.
À la Première Restauration, il redevient maître des requêtes, le 5 juillet 1814,. À la Seconde Restauration, il est nommé conseiller d'État le 24 août 1815, puis préfet de l'Aude,, le 26 septembre 1816. Il est installé comme préfet de l'Aude le 5 octobre 1816 et le reste jusqu'au 24 février 1819,. Il est le seul maître des requêtes de l'Ancien Régime à être préfet à la Restauration. Il fait exécuter des travaux à la préfecture de Carcassonne, au tribunal de Castelnaudary et aux prisons de Narbonne. Il est destitué par le ministre de l'Intérieur Élie Decazes, sans doute parce qu'il est un ultra. Il est conseiller d'État honoraire du 26 août 1824 au 20 août 1830,. Il est en effet exclu du conseil d'État après la Révolution de Juillet et par conséquent privé de sa pension.
Très dépensier, il a des difficultés financières sérieuses. Même à l'époque où il est préfet et bénéficie de revenus confortables, il demande régulièrement au roi des subsides. En 1836, Hippolyte Auger le surprend en train de peindre des portraits, dont il fait commerce, dans le château qu'il a hérité de son frère. Il aurait été contraint, à la fin de sa vie, de vivre de son talent pour la peinture.
Cromot de Fougy meurt à Argentan le 17 juin 1845,. Il est ensuite inhumé au Bourg-Saint-Léonard.

### Mariage et descendance
Anne David Sophie Cromot de Fougy épouse à Paris le 5 avril 1785 Marie Sophie Guillauden du Plessis (1767-1846), morte à Argentan le 6 février 1846 et inhumée au Bourg-Saint-Léonard. Elle est la fille de François Pierre Marie Hilarion Guillauden du Plessis, colon de Saint-Domingue, et de Marie Maureau. Anne David Sophie Cromot de Fougy et Marie Sophie Guillauden du Plessis ont quatre enfants :
- Jules David Marie Sophie Cromot de Fougy, née à Paris le 9 mai 1786, morte à Bressuire le 2 juin 1821, épouse d'Edmond Jacques Isaac Olivier de Vallée[4] (1785-1853)[15], ingénieur géomètre, sous-préfet de Bressuire[4] ;
- Jules Sophie Augustin Cromot de Fougy, mort avant 1845[4] ;
- Marie Sophie Mathilde Gabrielle Cromot de Fougy, née le 23 juillet 1797 à Hambourg[14], morte à Paris le 19 octobre 1887, épouse de René Jacques Casimir du Pont, comte de Quesnay (1785-avant 1860)[4] ;
- Marie Sophie Clotilde Clémence Cromot de Fougy, née  le 6 janvier 1799 à Hambourg[14], morte à Couterne le 29 septembre 1860, sans alliance[4].